# Pannipan Kamnüng
Pannipan Kamnüng (thaiul: พัน นิภา คำนึง) (1976. január 22. –)  thaiföldi nemzetközi női labdarúgó-játékvezető.

## Pályafutása
A FAT Játékvezető Bizottságának (JB) minősítésével a League Division 2, majd a League Division 1 játékvezetője. A nemzeti női labdarúgó bajnokságban kiemelkedően foglalkoztatott bíró. Küldési gyakorlat szerint rendszeres 4. bírói, illetve alapvonalbírói szolgálatot is végez.
A Thaiföldi labdarúgó-szövetség JB terjesztette fel nemzetközi játékvezetőnek, a Nemzetközi Labdarúgó-szövetség (FIFA) 2004-től tartja nyilván női bírói keretében. A FIFA JB központi nyelvei közül a angolt beszéli. Több nemzetek közötti válogatott (Női labdarúgó-világbajnokság, Női Ázsia-kupa, Olimpiai játékok, Algarve-kupa), valamint klubmérkőzést vezetett, vagy működő társának 4. bíróként segített.
A 2004-es U19-es női labdarúgó-világbajnokságon a FIFA JB hivatalnokként alkalmazta.
| Időpont            | Helyszín                       | Mérkőzés típusa              | Mérkőzés                                       | Eredmény | Nézők száma |
| ------------------ | ------------------------------ | ---------------------------- | ---------------------------------------------- | -------- | ----------- |
| 2010. november 10. | Surakul Stadion, Phuket city   | csoportmérkőzés (C. csoport) | Oroszország–Spanyolország                      | 4 – 1    | 5000        |
| 2010. november 21. | Suphachalasai Stadion, Bangkok | egyik negyeddöntő            | Brazília–Orosz U19-es női labdarúgó-válogatott | 4 – 2    | 5400        |

A 2008-as U17-es női labdarúgó-világbajnokságon és a 2014-es U17-es női labdarúgó-világbajnokságon a FIFA JB bírói szolgálatra vette igénybe. 
| Időpont           | Helyszín                                   | Mérkőzés típusa              | Mérkőzés               | Eredmény | Nézők száma |
| ----------------- | ------------------------------------------ | ---------------------------- | ---------------------- | -------- | ----------- |
| 2008. október 30. | Waikato Stadion, Hamilton                  | csoportmérkőzés (C. csoport) | Franciaország–Paraguay | 6 – 2    | 5016        |
| 2014. március 16. | Ricardo Saprissa Aymá Stadion, Tibas       | csoportmérkőzés (C. csoport) | Új-Zéland–Paraguay     | 1 – 1    | 2250        |
| 2014. március 18. | Edgardo Baltodano Briceño Stadion, Liberia | csoportmérkőzés (B. csoport) | Ghána–Németország      | 1 – 0    | 3250        |
| 2014. április 4.  | Nemzeti Stadion, San José                  | bronzmérkőzés                | Venezuela–Olaszország  | 4 – 4    | 29 814      |

A 2007-es női labdarúgó-világbajnokságon, a 2011-es női labdarúgó-világbajnokságon, valamint a 2015-ös női labdarúgó-világbajnokságon a FIFA JB játékvezetőként alkalmazta. Selejtező mérkőzéseket az Ázsiai Labdarúgó-szövetség (AFC)  zónában vezetett. Világbajnokságon vezetett mérkőzéseinek száma: 1.
| Időpont              | Helyszín                  | Mérkőzés típusa                     | Mérkőzés                                                                 | Eredmény | Nézők száma |
| -------------------- | ------------------------- | ----------------------------------- | ------------------------------------------------------------------------ | -------- | ----------- |
| 2006. július 19.     | Városi Stadion, Hindmarsh | (2007 vb) előselejtező (A. csoport) | Kína–Tajvan                                                              | 2 – 0    | 500         |
| 2006. július 24.     | Városi Stadion, Hindmarsh | (2007 vb) előselejtező (B. csoport) | Észak-Korea–Dél-Korea                                                    | 1 – 0    | 300         |
| 2007. szeptember 12. | Városi Stadion, Vuhan     | csoportmérkőzés (D. csoport)        | Új-Zéland–Brazília                                                       | 5 – 0    | 33 500      |
| 2010. május 19.      | Központi Stadion, Csengtu | (2011 vb) előselejtező (B. csoport) | Kínai női labdarúgó-válogatott–Észak-koreai női női labdarúgó-válogatott | 0 – 0    | 15 000      |
| 2010. május 27.      | Központi Stadion, Csengtu | (2011 vb) selejtezői elődöntő       | Japán–Ausztrália                                                         | 0 – 1    | 1200        |

A 2006-os női Ázsia-kupa (egyben a 2007-es női labdarúgó-világbajnokság selejtezője), a 2010-es női Ázsia-kupa, a 2010-es női Ázsia-kupa, valamint a 2014-es női Ázsia-kupa(egyben a 2015-ös női labdarúgó-világbajnokság selejtezője) nemzetközi labdarúgó tornán az AFC JB bíróként foglalkoztatta.
| Időpont           | Helyszín                              | Mérkőzés típusa                     | Mérkőzés                                                             | Eredmény | Nézők száma |
| ----------------- | ------------------------------------- | ----------------------------------- | -------------------------------------------------------------------- | -------- | ----------- |
| 2008. május 31.   | Thống Nhất Stadion, Ho Si Minh-város  | csoportmérkőzés (B. csoport)        | Tajvani női labdarúgó-válogatott–Japán női labdarúgó-válogatott      | 0 – 11   | 300         |
| 2008. június 2.   | Quân khu 7 Stadion, Tân Bình District | csoportmérkőzés (B. csoport)        | Dél-koreai női labdarúgó-válogatott–Tajvani női labdarúgó-válogatott | 2 – 0    | 250         |
| 2008. június 5.   | Thống Nhất Stadion, Ho Si Minh-város  | egyik elődöntő                      | Észak-Korea–Ausztrália                                               | 3 – 0    | 2700        |
| 2009. április 25. | KLFA Stadion, Kuala Lumpur            | (2010-es) előselejtező csoport      | Kirgizisztán–Jordánia                                                | 1 – 7    | 100         |
| 2009. április 29. | KLFA Stadion, Kuala Lumpur            | (2010-es) előselejtező csoport      | Jordán női labdarúgó-válogatott–Maldív-szigeteki                     | 7 – 0    | 70          |
| 2009. május 3.    | KLFA Stadion, Kuala Lumpur            | 2010-es) előselejtező csoport)      | Üzbegisztán– Jordán női labdarúgó-válogatott                         | 2 – 2    | 100         |
| 2010. május 19.   | Chengdu Sports Centre, Csengtu        | csoportmérkőzés (B. csoport)        | Kínai női labdarúgó-válogatott–Dél-koreai női labdarúgó-válogatott   | 0 – 0    | 15 000      |
| 2010. május 27.   | Chengdu Sports Centre, Csengtu        | egyik elődöntő                      | Japán női labdarúgó-válogatott–Ausztrál női labdarúgó-válogatott     | 0 – 1    | 1200        |
| 2013. május 21.   | Nemzetközi Stadion, Al-Ram            | (2014-es) előselejtező (D. csoport) | Tajvani női labdarúgó-válogatott–Palesztina                          | 6 – 0    | 300         |
| 2013. május 25.   | Nemzetközi Stadion, Al-Ram            | (2014-es) előselejtező (D. csoport) | Mianmar–Tajvani női labdarúgó-válogatott                             | 0 – 0    | 100         |
| 2014. május 14.   | Thống Nhất Stadion, Ho Si Minh-város  | előselejtező (A. csoport)           | Vietnam–Jordánia                                                     | 3 – 1    | 5000        |
| 2014. május 18.   | Thống Nhất Stadion, Ho Si Minh-város  | előselejtező (A. csoport)           | Vietnami női labdarúgó-válogatott–Ausztrál női labdarúgó-válogatott  | 0 – 2    | 3000        |
| 2014. május 22.   | Thống Nhất Stadion, Ho Si Minh-város  | egyik elődöntő                      | Japán női labdarúgó-válogatott–Kínai női labdarúgó-válogatott        | 2 – 1    | 700         |

A 2008. évi nyári olimpiai játékok labdarúgó tornáján a FIFA JB bírói szolgálatra alkalmazta.
| Időpont             | Helyszín                                     | Mérkőzés típusa              | Mérkőzés                                        | Eredmény | Nézők száma |
| ------------------- | -------------------------------------------- | ---------------------------- | ----------------------------------------------- | -------- | ----------- |
| 2008. augusztus 9.  | Csinhuangtaói Olimpiai Stadion, Csinhuangtao | csoportmérkőzés (G. csoport) | Egyesült Államok–Japán női labdarúgó-válogatott | 1 – 0    | 16 912      |
| 2008. augusztus 12. | Munkás Stadion, Peking                       | csoportmérkőzés (E. csoport) | Svédország–Kanada                               | 2 – 1    | 51 112      |

A 2008-as Algarve-kupa nemzetközi labdarúgó tornán a FIFA JB játékvezetőként alkalmazta.
| Időpont           | Helyszín                                   | Mérkőzés típusa | Mérkőzés                        | Eredmény | Nézők száma |
| ----------------- | ------------------------------------------ | --------------- | ------------------------------- | -------- | ----------- |
| 2007. március 14. | Városi Stadion, Vila Real de Santo António | döntő           | Amerikai Egyesült Államok–Dánia | 2 – 0    | 1000        |